# Stephen Alger
Stephen R. Alger (ur. 28 lipca 1958) – bermudzki tenisista.
Najwyższą pozycję w rankingu ATP World Tour – 457. miejsce – osiągnął 22 grudnia 1980. Rywalizował w zawodach mikstowych podczas wielkoszlemowego French Open 1981.
Brał udział w igrzyskach w 1988 w Seulu. Odpadł w pierwszej rundzie singla, przegrywając z Jakobem Hlaskiem 3:6, 4:6, 2:6.
Wystąpił też w zawodach weteranów podczas Wimbledonu 2009. W zawodach deblowych mężczyzn w kategorii do 50 lat startował w parze z Richardem Lesliem. Jako rozstawieni z numerem pierwszym, w finale pokonali rozstawionych z numerem drugim Aleca Allena i Vince'a Graya 7:6(6), 4:6, 6:3.
Jest jedynym bermudzkim tenisistą, który brał udział w igrzyskach olimpijskich.